# Tuesday (chanson)
Tuesday est le premier single du rappeur américain ILoveMakonnen, sorti le 1er septembre 2014. La chanson, qui a été produite par les collaborateurs fréquents Sonny Digital et Metro Boomin, avec des voix invitées du rappeur canadien Drake, a été publiée en tant que premier single de son premier extended play (EP), ILoveMakonnen (2014).

## Classement musical
| Classement (2014-2015)                  | Meilleure position |
| --------------------------------------- | ------------------ |
| Belgique (Flandre Ultratip 100)         | 22                 |
| Belgique (Flandre Ultratop R&B/Hip-Hop) | 14                 |
| Belgique (Wallonie Ultratip 50)         | 32                 |
| Canada (Hot 100)                        | 58                 |
| États-Unis (Hot 100)                    | 32                 |
| États-Unis (R&B/Hip-Hop Songs)          | 32                 |
| États-Unis (Dance/Mix Show Airplay)     | 38                 |
| États-Unis (Pop Airplay)                | 23                 |
| États-Unis (Rhythmic Songs)             | 1                  |
| France (SNEP)                           | 86                 |
| Royaume-Uni (UK R&B Chart)              | 24                 |